# Barbara Korte
Barbara Korte (* 1957 in Köln) ist eine deutsche Anglistin mit Schwerpunkt Literatur- und Kulturwissenschaft.

## Werdegang
Nach Promotion (1985) und Habilitation (1992) an der Universität Köln lehrte sie als Professorin für englische Literaturwissenschaft an der TU Chemnitz und an der Universität Tübingen und ist seit Oktober 2002 an der Albert-Ludwigs-Universität Freiburg tätig. Sie ist ordentliches Mitglied der Heidelberger Akademie der Wissenschaften.

## Wissenschaftliche Schwerpunkte
Nach der narratologisch ausgerichteten Habilitationsschrift über Körpersprache in der Literatur (publiziert deutsch 1993, englisch 1997) hat Korte zur Gattung der britischen Short Story gearbeitet. Sie hat sich verstärkt aber auch kultur- und medienkulturwissenschaftlichen Forschungsgebieten zugewandt und hier in diversen Forschungsverbünden gearbeitet: zur kulturellen Produktion und Rezeption des Ersten Weltkriegs in Großbritannien und zur Darstellung von Kriegskorrespondenten (Sonderforschungsbereich 437 Kriegserfahrungen, Tübingen 2002 –2008), zur populären Geschichtskultur (DFG-Forschergruppe 875 „Historische Lebenswelten: Geschichte in populären Wissenskulturen der Gegenwart“, Freiburg, 2007–2013), zu Kulturen des Heroischen (Sonderforschungsbereich 948 „Helden-Heroisierungen-Heroismen“, Freiburg, seit 2012) und zum englischen Reisebericht und seiner Transformation in neuen medialen Formen (VW Forschungskolleg „Neues Reisen-Neue Medien“, 2018–2022).
Aktuelle Forschungsinteressen sind die britische Zeitschriftenkultur des 19. Jahrhunderts und die britische Fernsehkultur der Gegenwart.

## Publikationen (Auswahl)

### Monographien
- Body Language in Literature. (= Theory/Culture). University of Toronto Press, Toronto / Buffalo / London 1997, ISBN 0-8020-0706-6.
- English Travel Writing: From Pilgrimages to Postcolonial Explorations. Macmillan, Basingstoke 2000, ISBN 0-333-77041-2.
- [mit Claudia Sternberg]. Bidding for the Mainstream? Black and Asian Film in Britain since the 1990s. Rodopi, Amsterdam / New York 2004, ISBN 90-420-1038-X.
- Represented Reporters: Images of War Correspondents in Memoirs and Fiction. transcript, Bielefeld 2009, ISBN 978-3-8376-1062-8.
- mit Eva Ulrike Pirker: Black History White History: Britain's Historical Programme between Windrush and Wilberforce. transcript, Bielefeld 2011, ISBN 978-3-8376-1935-5.
- mit Georg Zipp: Poverty in Contemporary Literature: Themes and Figurations on the British Book Market. Palgrave Macmillan, Basingstoke 2014, ISBN 978-1-137-42928-5.

### Herausgeberschaften
- mit Hartmut Berghoff u. a.: The Making of Modern Tourism: The Cultural History of the British Experience, 1600–2000. Palgrave, Basingstoke 2002, ISBN 0-333-97114-0.
- mit Ann-Marie Einhaus: The Penguin Book of First World War Stories. (= Penguin Classics). Penguin, Harmondsworth 2007, ISBN 978-0-14-144215-0.
- mit Sandra Schaur und Stefan Welz: Britische Literatur in der DDR. (= ZAA Monographs). Königshausen & Neumann, Würzburg 2008, ISBN 978-3-8260-3920-1.
- mit Sylvia Paletschek: Popular History Now and Then: International Perspectives. transcript, Bielfeld 2012, ISBN 978-3-8376-2007-8.
- mit Frédéric Regard: Narrating Poverty and Precarity in Britain. (= Culture & Conflict. Bd. 5). de Gruyter, Berlin 2014, ISBN 978-3-11-036574-0.
- mit Stefanie Lethbridge: Heroes and Heroism in British Fiction since 1800: Case Studies. Palgrave Macmillan, Basingstoke 2017. doi:10.1007/978-3-319-33557-5
- mit Stefanie Lethbridge: Victorian Periodicals Review. Special Issue: Borders and Border Crossings in the Victorian Periodical Press, 51.3 (Fall 2018). ISSN 1712-526X.
- mit Simon Wendt und Nicole Falkenhayner: Heroism as a Global Phenomenon in Contemporary Culture. London / New York 2019, ISBN 978-0-367-20665-9.
- mit Laura Lojo Rodriguez: Borders and Border Crossings in the Contemporary British Short Story. Springer Nature [Palgrave Macmillan], Cham 2019, ISBN 978-3-030-30358-7.
- Zeitschrift für Anglistik und Amerikanistik. (ZAA). ISSN 2196-4726.